# Ibrahim Abu al-Yaqzan
Ibrahim Abu al-Yaqzan (en arabe : إبراهيم أبو اليقظان), de son nom complet Ibrāhīm ibn ʿĪsá Ḥamdī Abū al-Yaqẓān, né le 5 novembre 1888 à El Guerrara, Ghardaïa et mort le 30 mars 1973 au même lieu, est un religieux mozabite algérien de confession ibadite, un publiciste et un militant anticolonialiste. Il est considéré comme étant l'un des plus influents anticolonialistes mozabites du XXe siècle. Il est également considéré comme l'un des précurseurs de la presse arabe indépendante en Algérie, étant le fondateur de la première imprimerie arabe moderne en Algérie,.

## Biographie

### Enfance et adolescence
Ibrahim Abu al-Yaqzan est né le 5 novembre 1888 à El Guerrara, dans la vallée du Mzab, dans une famille religieuse et conservatrice. Son père 'Isa ibn Yahya, fut imam et prédicateur à la mosquée de son lieu de naissance pendant plus de 40 ans et décède peu après la naissance d'Abu al-Yaqzan, en 1889 ou 1890. Sa mère se remaria après la mort de son père. Son beau-père décède également quelques années plus tard, laissant la famille dans une grande pauvreté.
Dès son plus jeune âge, il est instruit dans la doctrine religieuse ibadite qui prévalait localement par le cheikh ʿUmar ibn Yahya et apprend le Coran par cœur à l'âge de cinq ans. Abu al-Yaqzan, qui choisit sa kunya en raison de sa vénération pour le cinquième imam rostémide Abû al-Yaqzan Muhammad (874-894), a du interrompre sa scolarité pour travailler dans l'agriculture afin de subvenir aux besoins de sa famille. Ce n'est qu'après que son professeur ʿUmar ibn Yahya eut donné à la famille une subsistance suffisante pour une année qu'il a pu continuer à aller à l'école.
Dévoué à l'assistance de sa famille, Abu al-Yaqzan s'installe à Batna en 1904 pour y occuper un emploi d'aide marchand. Cependant, quatre mois seulement après avoir commencé son nouveau travail, un incident se produit, à la suite duquel il se fait accusé de négliger son commerce et condamné à une correction par le conseil local des anciens. Il retourne alors dans la vallée du Mzab pour étudier la théologie islamique avec Muhammad ibn Yūsuf Atfaiyash à Beni Isguen,,.

### Pèlerinage et études en Tunisie
En 1909, Abu al-Yaqzan s'est rendu au Hedjaz pour accomplir le hadj et y poursuivre ses études. Lors de son voyage de retour, la même année, il a visité Damas, Beyrouth, Izmir et Tripoli. Mais comme il avait entrepris le pèlerinage à la Mecque sans l'autorisation des autorités coloniales françaises, il dut entrer dans son pays natal, l'Algérie, avec un faux passeport marocain pour éviter une peine de prison d'un an.
Abu al-Yaqzan a décrit l'invasion italienne de la Tripolitaine en 1911 et la résistance qui s'est ensuivie de la part du politicien ibadite Sulayman al-Baruni comme un événement clé bouleversant pour son intérêt politique croissant et sa position anticolonialiste ultérieure.
En 1912, Abu al-Yaqzan s'est rendu en Tunisie pour étudier à l'université Zitouna. Il fréquente en outre la médersa al-Khaldounia, où il apprend notamment à rédiger des textes journalistiques,. Dès 1913 et 1914, il rédige ses premiers articles dans la revue mensuelle al-Fārūq du savant algérien ʿUmar ibn Qadūr (1886-1932), qui vit à Tunis,. En Tunisie, il dirige également une délégation scientifique d'Algériens en 1914.

### Retour dans la vallée du Mzab et nouveau séjour en Tunisie
L'année suivante, il retourne dans son pays et se voit confier la direction d'une médersa nouvellement construite à El Guerrara, qu'il oriente vers le style réformiste de la Khaldounia, en misant sur l'application de nouvelles méthodes d'enseignement. Par exemple, les élèves s'asseyaient sur des chaises et, pour la première fois, des manuels étaient utilisés en plus des tableaux noirs. En termes de contenu, Abu al-Yaqzan élargit également l'offre de sa médersa aux mathématiques et à l'histoire.
Deux ans plus tard seulement, en 1917, il retourne en Tunisie où il est responsable de l'encadrement des étudiants mozabites sur place et travaille principalement pour des revues et des magazines de Tunisie et du monde arabophone en tant que journaliste sur des sujets religieux.
L'année même de sa fondation, en 1920, Ibrahim Abu al-Yaqzan devient membre du parti tunisien Destour, dont il était l'ami du fondateur Abdelaziz Thâalbi. Il fréquenta en outre le milieu de l'homme d'affaires mozabite-ibadite Salih ibn Yahya, mécène et cofondateur du parti Destour, et noue plus tard des contacts avec son neveu Moufdi Zakaria,,.
Durant cette période, il a également des échanges intensifs avec Suleyman al-Baruni, qui séjourne dans la colonie française de Tunisie entre 1921 et 1922. Après qu'al-Baruni se soit vu interdire de quitter la France à partir de 1922, il agit comme son intermédiaire et son porte-parole dans le monde arabe.

### Activité d'éditeur de journaux et engagement dans le mouvement Islah
Après le retour d'Abu al-Yaqzan en Algérie en 1925, il s'est surtout consacré au mouvement nationaliste local et a été l'un des premiers publicistes arabophones à diffuser des idées nationalistes. En outre, il fonda à Ghardaia un institut pour l'enseignement de la langue et de la littérature arabes ainsi que de la religion islamique et initia un club littéraire,.
Entre 1926 et 1938, il a fondé au total huit journaux : Wādī Mizāb (octobre 1926 à janvier 1929, 119 numéros), Mizāb (25. janvier 1930, un numéro), al-Maghrib (mai 1930 à mars 1931, 38 numéros), an-Nūr (septembre 1931 à mai 1933, 78 numéros), al-Bustān (avril 1933 à juillet 1933, dix numéros), an-Nabrās (juillet à août 1933, six numéros), al-Umma (septembre 1933 à juin 1938, 170 numéros) et al-Furqān (juillet à août 1938, six numéros),. Abu al-Yaqzan et ses auteurs invités y abordaient principalement les questions de l'identité religieuse et politique et de l'unité nationale, comme transnationale et interconfessionnelle des musulmans, ainsi que la résistance au colonialisme et aux restrictions des libertés des populations « indigènes » dans les régions colonisées par la France. Au début de l'activité éditoriale, les articles publiés consistaient majoritairement en des textes en prose de nature manifestement critique, mais en raison de la pression politique, ils ont été progressivement remplacés par des textes lyriques dans lesquels la critique n'était exprimée que par allusion. Ceux-ci furent également censurés et interdits à intervalles réguliers par les autorités françaises en raison de leur attitude hostile à leur politique et de l'accusation de sédition. Dans ce contexte, Abu al-Yaqzan fut interdit de publication pendant un an en janvier 1929,.
Les premiers journaux ont dû être imprimés en Tunisie, faute de machines d'impression pour l'écriture arabe, et ramenés dans le pays avant qu'Abu al-Yaqzan ne fonde sa propre imprimerie en 1931, appelée al-Maṭbaʿa al-ʿArabīya (l'imprimerie arabe), la première du genre en Algérie. Cela fut soutenu par le publiciste d'orientation salafiste Muhibb al-Din al-Khatib (en), avec lequel Abu al-Yaqzan entretenait une relation étroite et qui apparaissait comme auteur invité dans ses journaux. Abu al-Yaqzan publiait aussi régulièrement des contenus du journal d'al-Khatib, al-Fath, qui paraissait en Égypte, et y faisait la promotion de la doctrine salafiste et panislamique. Par le biais de ces correspondances, il était également en contact étroit avec le panislamiste druze libanais Chakib Arslan et des représentants du mouvement Nahda dans toute la région arabe.
Parmi les contributeurs à ses revues figuraient, outre Arslan et al-Khatib (en), de nombreux savants, hommes politiques et écrivains de renommée internationale, comme Sulayman al-Baruni, l'émir Khaled, Moustapha Siba’i, Abdelaziz Thâalbi, Muhammad Husayn Haykal, Mohammed Amin al-Husseini, Khayr al-Din al-Zirikli (en), Elia Abu Madi, Messali Hadj, Abdelhamid Ben Badis et Ferhat Abbas.
Ibrahim Abu al-Yaqzan fait également partie, en 1931, des membres fondateurs de l'Association des oulémas musulmans algériens, inspirée par le courant Islah, dont il est élu membre du comité exécutif en 1934,.

### Retrait de la vie publique et fin de vie
À la suite d'une répression croissante de la part des autorités coloniales françaises, Abu al-Yaqzan fut contraint d'abandonner ses activités d'éditeur et de journaliste en 1938. Il se consacra dès lors à la rédaction de longues monographies.
Le 3 avril 1957, il a été victime d'une attaque cérébrale qui l'a rendu définitivement hémiplégique et dépendant d'un fauteuil roulant. Ibrahim Abu al-Yaqzan est décédé le 30 mars 1973, à l'âge de 84 ans, dans sa ville natale, El Guerrara.
En novembre 2017, le gouvernement algérien lui a rendu un hommage posthume pour l'ensemble de son œuvre par le ministre de la culture Azzedine Mihoubi, hommage reçu par son petit-fils Hamid Abu al-Yaqzan.

## Sa pensée
Abu al-Yaqzan a tenu des propos très clairs, notamment dans les journaux qu'il a publiés, contre le colonialisme et l'oppression qu'il a causée à la population algérienne et à la religion islamique. Dans le tout premier numéro de son journal Wādī Mizāb, paru le 1er octobre 1926, il a déclaré : « L'islam est ton père et l'Algérie ta mère. ».
Il voyait en outre dans la politique coloniale française une tentative de christianisation et de francisation, voire de francophiliation, de la population algérienne indigène. Il faisait partie des opposants les plus véhéments au service militaire obligatoire pour les Algériens dans l'armée française ainsi qu'au Projet Blum-Viollette, qui visait en 1936 à accorder la nationalité française à une élite algérienne sélectionnée,,.
À l'instar d'Ibrāhīm Atfaiyash et de Suleyman al-Baruni, Abu al-Yaqzan faisait partie des ibadites réformistes qui tentaient d'intégrer le salafisme dans l'ibadisme. Proche à la fois du panislamisme et du mouvement salafiste Islah, il concevait l'arabité comme une partie de l'identité musulmane. Alors que dans les années 1920, il prônait surtout l'unité algérienne et un État national algérien, associés à l'unification des différents groupes religieux, ses publications des années 1930, en particulier son hebdomadaire al-Umma, comportaient également un fort engagement en faveur de l'unité arabe, tout en reprenant des éléments du panarabisme. Il s'est en outre engagé pour une mise à l'écart de l'origine ethnique et des écoles de droit islamique. Il était ainsi idéologiquement proche de Muhibb al-Din al-Khatib (en) et de Rashid Rida, auxquels il envoyait ses journaux,,.
Abdelhamid Ben Badis fait référence en octobre 1931 à l'engagement d'Abu al-Yaqzan en faveur du panarabisme en notant que ses origines mozabites-berbères et son identification en tant qu'Arabe ne s'excluent pas. Cela suggère une interprétation plus idéelle qu'ethnique du terme "Arabe" par Abu al-Yaqzan et l'Association des oulémas musulmans algériens,, où Abu al-Yaqzan s'est prononcé contre l'isolement de la communauté mozabite et pour une participation au discours national réclamant un État-nation algérien d'inspiration arabo-islamique. Il considérait la création d'États-nations musulmans comme un objectif primordial et accordait au patriotisme une importance similaire à celle de la prière et du djihad dans la religion musulmane,.

## Œuvres
Dans son activité d'écrivain, il a écrit plus de 60 livres et essais, dont des manuels pour enfants, dont voici une sélection :
- Iršād al-Ḥāʾirīn. Tunis : Maṭbaʿat al-ʿArab 1923.
- Diwān Abī l-Yaqẓān. Tome I. Alger : al-Maṭbaʿa al-ʿArabīya 1931.
- Bayān Ḥaqīqa. Alger : al-Maṭbaʿa al-Ǧazāʾirīya 1931.
- Sulaymān al-Bārūnī Bāšā fī Aṭwār ḥayātihi. Alger : al-Maṭbaʿa al-ʿArabīya 1957.
- Al-Fikr al-Islāmī. Alger : al-Maṭbaʿa al-ʿArabīya 1964.
- Sullam al-Istiqāma li-Abnāʾ Madārisinā al-Qurʾānīya al-Ibtidāʾīya. Tome I-III. Alger : Maktabat al-ʿArabīya li-Dār al-Fikr al-Islāmī 1965-1967.
- Sullam al-Istiqāma li-Abnāʾ al-Madāris aṯ-Ṯānawīya. Tome I-III. Alger : Maktabat al-ʿArabīya li-Dār al-Fikr al-Islāmī 1968-1970.
- Sabīl al-Muʾmin al-Baṣīr ilā llāh. Nalut : Dār ad-Daʿwa 1969.
- Al-Islām wa-niẓām al-ʿašāʾir fī Wādī Mīzāb. Alger : al-Maṭbaʿa al-ʿArabīya 1972.
- Fatḥ Nawāfiḏ al-Qurʾān. Beyrouth : Dār ad-Daʿwa 1973.
- Diwān Abī l-Yaqẓān. Volume I-II. Sīb : Maktaba aḍ-Ḍāmirī 1991. Posthume
- al-Luġa al-ʿArabīya Ġarība fī Dārihā. El Guerrara : Ǧamʿīyat at-Turāṯ 1993. Posthume

## Référencement